# Podregion Lappeenranta
Podregion Lappeenranta (fiń. Lappeenrannan seutukunta) – podregion w Finlandii, w regionie Karelia Południowa.
W skład podregionu wchodzą gminy:
- Lappeenranta,
- Lemi,
- Luumaki,
- Savitaipale,
- Taipalsaari.

W skład podregionu wchodziły gminy:
- Suomenniemi (w 2013 roku włączona do gminy Mikkeli znajdującej się w podregionie Mikkeli)[2]